# كورت بيكر (لاعب اتحاد الرغبي)
كورت بيكر (بالإنجليزية: Kurt Baker)‏ هو لاعب اتحاد الرغبي نيوزيلندي، ولد في 7 أكتوبر 1988 في بالميرستون نورث في نيوزيلندا.

## وصلات خارجية
- كورت بيكر على موقع سلسلة سباعيات الرغبي العالمية - رجال (الإنجليزية)
- كورت بيكر على موقع ItsRugby.co.uk (الإنجليزية)
- كورت بيكر على موقع اللجنة الأولمبية الدولية (الإنجليزية)
- كورت بيكر على موقع أوليمبيديا (الإنجليزية)
- كورت بيكر على موقع اللجنة الأولمبية النيوزيلندية (الإنجليزية)